# 2011年4月澳门

## 4月30日
- 澳門新城區：
  - 運輸工務司及中國城市規劃學會合辦「新城區總體規劃工作坊」。澳門日報
  - 中國城市規劃學會與中國城市規劃設計研究院深圳分院組成的研究團隊，對澳門新城區五幅填海土地提出功能定位。預計今年第四季政府將啟動新城區總體規劃案第二階段公衆諮詢。澳門日報澳門日報
  - 有與會者認同專家建議將外港客運碼頭遷往黑沙環對開的A區地段。澳門日報
- 有參與論壇的地產業界﹛指政府近期出台措施令樓市成交量急跌。華僑報（页面存档备份，存于）
- 有服務機構指，由於資源不足，澳門有300名自閉症兒童未能獲得適切治療。市民日報[]

## 4月29日
- 台灣星雲大師到澳大演講，七百人到場。晚上與行政長官崔世安會面。新聞局（页面存档备份，存于）新聞局（页面存档备份，存于）
- 行政長官崔世安在工聯五一酒會上表示，特區政府將一如既往，堅持維護廣大僱員的合法權益，同時亦透過更多、更好的發展機會使廣大僱員直接分享經濟發展的成果。工聯會長何雪卿指，要完善法律，加大勞、資、政三方的協商力度，建立健全確保勞動者體面勞動、有尊嚴的分享發展成果的制度和政策。澳門日報澳門日報
- 第二十二屆澳門藝術節開幕。華僑報
- 為期九天的第七屆春季書香文化節在塔石體育館開幕。華僑報（页面存档备份，存于）
- 五一遊行：
  - 治安警公佈了五個地點共八個團體的遊行路線安排，又稱將按實際情況在遊行期間設立傳媒採訪區，並強調用意並非限制採訪自由。市民日報[]
  - 社會文化司司長張裕表示，尊重教師以和平理性方式表達訴求；特區政府會繼續聆聽他們的意見和心聲，同時會加快完成「私立學校教學人員制度框架」的立法工作。新聞局（页面存档备份，存于）
- 石排灣公共房屋CN3地段第二區建造項目開標。18間參與公司皆獲接納。新聞局（页面存档备份，存于）
- 運輸工務司司長劉仕堯表示，政府日前公布規範樓花買賣的指引及立法工作，絕不影響經濟房屋的預售制度。新聞局（页面存档备份，存于）
- 位於路環的澳門衛視傳媒大廈舉行奠基儀式。澳亞衛視[]

## 4月28日
- 南粵食品水產有限公司及南光貿易有限公司指，活牛批發價將調升，而其他輸澳副食品亦有加價壓力。澳門日報
- 澳門經濟學會表示，應興建經濟型酒店，並設立主權財富基金。華僑報（页面存档备份，存于）
- 九澳村飛灰事件：
  - 關注九澳堆填區有毒廢料聯盟參考九十多份國際醫學文獻後，批評衛生局指「淋巴上皮瘤樣癌是由EB病毒引起，所以排除是由飛灰引起」的推論不嚴謹。聯盟也指出，政府理應為病患者提供「自選醫療的權利」。正報
  - 衛生局代表和「關注九澳堆填區有毒廢料聯盟」代表會晤，並將《2011年九澳居民健康檢查計劃初步結果分析報告》轉交該聯盟代表。 正報
  - 環境保護局指，固化飛灰堆填區新選址的環境影響評估報告已完成，稍後將進行專家論證，預計第三季前公佈報告結果。正報
- 教青局局長梁勵聯同多名官員和學者與五十多位私校教師見面交流。新聞局（页面存档备份，存于）
- 國台辦交流局局長李維一調任澳門中聯辦台灣事務部部長。市民日報[]
- 一名上海男子涉嫌在賭場詐騙一名浙江男子一百萬元被司警拘捕。新華澳報

## 4月27日
- 民航局指，澳門航空今年以來，發生四宗安全事故。澳門論壇日報[]
- 公共房屋事務委員會參觀氹仔TN27經屋項目興建進度，及出席路環石排灣公屋項目土地平整工程最後階段爆破活動。當局又宣佈，萬九公屋目標將超額完成，而TN27將會是首個經屋樓花項目。新聞局（页面存档备份，存于）澳門日報
- 行政長官第二天與專家學者座談，表示特別關心私校教師的專業地位獲尊重和確認。新聞局（页面存档备份，存于）
- 有內地專家認為，澳門長遠應請專人測量日常放射性物質水平。正報
- 國務院港澳辦副主任周波昨在會見澳門中小企業協進會時透露，就內地向澳門輸出家傭問題，希望不久會有佳音。市民日報[]
- 有病態賭博輔導機構表示，業內員工求助率以年率10%增加。華僑報

## 4月26日
- 行政長官崔世安表示，特區政府一貫重視廣大居民安全與健康。至於九澳村居民的健康檢查的初步分析報告，目前資料顯示，不能斷定有關人士健康狀況和飛灰有關。新聞局（页面存档备份，存于）
- 立法會第二常設委員會宣佈就由其負責細則性審議的《舊區重整法律制度》法案進行六十天的公開諮詢。新聞局（页面存档备份，存于）
- 新濠博亞公佈擬進行國際發售總值約相等於3.5億美元的人民幣債券，所得款項淨額將用作未來增長及擴充的資金。新華澳報
- 參加澳洲亞拉夫樂運動會的澳門代表團一行向行政長官辭行。市民日報[]
- 政府免除全體社會房屋租戶本年四至六月租金。新聞局（页面存档备份，存于）

## 4月25日
- 行政長官批示，設立隸屬於其下的「離任行政長官及離任主要官員從事私人業務申請分析委員會」。印務局（页面存档备份，存于）
- 海關於澳門中區三間珠寶鐘錶店，查獲懷疑冒牌首飾四十七件，涉及金額總值超過80萬元，三名店舖負責人帶署助查。新聞局（页面存档备份，存于）
- 勞工局證實，本月十四日起，陸續收到威尼斯人澳門股份有限公司的員工投訴，至當日有七百七十多人，指控公司將用膳時間改為非工作時間。正報

- 旅遊局繼春節後，再度公佈五一酒店房價。新聞局（页面存档备份，存于）

- 衛生局公佈九澳飛灰堆填區附近居民的身體檢查報告，證實有三人患上癌病，另外一百二十三人出現異常。新聞局（页面存档备份，存于）

- 一名醫療事故受害者家人遞信立法會，要求對其個案進行聽證。華僑報（页面存档备份，存于）
- 文化局局長吳衛鳴表示，「媽祖信俗」、「澳門哪吒太子寶誕」、「澳門土生葡人美食文化」、「澳門土生葡語話劇」將進入非物質文化遺產名錄的專家審批。市民日報[]
- 當局在路環石排灣公屋地段爆破時引發山泥傾瀉，大量砂石滑落，路環高頂馬路一段約三百米道路被砂石掩蓋。澳門日報

## 4月24日
- 司警指前一天發生的縱火案，女嫌犯是受感情和事業打擊，擬佈燒炭局，希望引起男友關心。澳門日報
- 社工局副局長黃艷梅指，下半年將加強對夜間外展、戒毒，任職社團社工的資助，以穩定隊伍。華僑報（页面存档备份，存于）
- 奧運金牌得主冼東妹和亞運金牌得主賈瑞到澳大與青年分享經驗。市民日報[]
- 就環保局交給關注九澳堆填區有毒廢料聯盟、今年一至三月的空氣質素報告，聯盟認為，應參考外地做法，模擬灰塵飄散的情況，以評估居民所受影響。另外，交給居民的報告中，有教師證實患上癌症。正報

## 4月23日
- 一名女子為使男友注意，在騎士馬路栢麗花園寓所縱火，被司警拘捕。澳門日報
- 環保局局長張紹基透露，環境總體規劃將於下半年公開諮詢。市民日報[]
- 社工局指六月可以發出首批殘疾評估證明。但有服務機構表示，約一成殘疾者不願登記。華僑報（页面存档备份，存于）華僑報（页面存档备份，存于）
- 就近期頻頻青少年涉毒，善明會主張推行校園自願驗毒計劃。澳亞衛視[]

## 4月22日
- 交通事務局完成第三批發聲交通燈的設置工作。新聞局（页面存档备份，存于）

- 對於有傳博彩從業員持證上崗制度和相關職業技能鑑定於月內推行，社會協調常設委員會成員、澳門博彩企業員工協會總幹事談寶容表示，促請政府在推行前應除諮詢勞資雙方意見，又建議對現職二萬多名博彩從業員豁免該技能鑑定。正報

- 耶穌受難日，大堂有聖屍巡遊。華僑報

- 就近期警方發生多宗自殺案，澳門警察協會期望政府改善晉升制度，提升警員士氣。市民日報[]

## 4月21日
- 一名海關關員在大三巴街一住宅單位內吞槍自盡。新聞局（页面存档备份，存于）
- 環境保護局計劃下半年推行廚餘回收計劃，不排除透過即將成立的環保節能基金資助飲食業、學校、社團和住戶購買設備回收廚餘。。新華澳報
- 社會文化司司長張裕與澳門各大專院校學生會骨幹會面。新聞局（页面存档备份，存于）
- 新澳門學社去信澳區全國人大代表，就艾未未事件呼籲各代表本著良心，關注公民遭未經法律規定的司法程序被任意逮捕的嚴重蔑視法治問題。正報
- 房屋局局長譚光民重申，永寧經屋上樓須待《經屋法》通過。但有信心立法會可於8月份完成討論法案並通過。他承諾最遲於今年內安排上樓。市民日報[]
- 一輛私家車被發現在氹仔雞頸馬路市政墳場撞牆反彈至路中央後著火，司機逃去無蹤。另外一輛白色私家車凌晨在筷子基著火，車頭嚴重損毀。華僑報（页面存档备份，存于）華僑報（页面存档备份，存于）
- 司警前一日先後偵破兩宗販毒案，拘捕兩名涉案男子，其中一人為十九歲高中生，專門向夜場人士兜售毒品。澳門日報

## 4月20日
- 行政長官答問大會：
  - 行政長官宣佈下半年將推出「一次性補助措施」，向所有永久居民派發3000澳門元，非永久居民派1800澳門元。澳門日報
  - 樓市方面，政府決定對短期轉讓徵收特別印花稅，收緊樓花按揭成數，並將兩幅原來拍賣的土地興建公共房屋。澳門日報澳門日報
  - 行政長官崔世安表示，「私立教育機構教學人員職程框架」法案，確定在八月交立法會審議。澳門日報
  - 行政長官表示，政府會在特區出現財政盈餘的時候盡早向社會保障基金注資。澳門日報
  - 政制發展方面，行政長官崔世安指出，特區政府會重視並根據基本法原則，從實際出發，加緊研究、整理，歡迎各界繼續發表意見。經深入探討、交流，相信可在基本法的框架內達成廣泛共識，有利推進相關工作。澳門日報
- 政策研究室主任劉本立他希望社會採取理性、冷靜的態度去面對，避免產生不必要的通脹預期，又呼籲有能力的企業可考慮給員工適當加薪。正報
- 一名來自馬來西亞吉隆坡的坦桑尼亞男子涉嫌體內藏毒，在抵達澳門機場時被捕。接頭的肯亞女子亦被捕。華僑報
- 一名男子被發現倒臥在松山一個地盤身亡，懷疑是因病厭世。市民日報[]
- 工務局委託科大進行調查，結果顯示，肯定高士德大馬路下水道工程的受訪者多於持負面的人士。新聞局（页面存档备份，存于）

## 4月19日
- 為珠澳供水系統增加四千多萬立方米調節庫容、保障珠海與澳門供水的竹銀水源系統工程竣工。澳門日報[]
- 美國參議院代表團短暫訪澳。團長、多數黨領袖哈里·瑞德表示，澳門應該研究多元經濟體系，為將來再有可能發生的經濟動盪作好準備。澳門每日時報新華澳報
- 橫琴島上的粵澳合作中醫藥科技產業園舉行啟動儀式。正報
- 就早前國家公佈可開發無人島名單，立法議員區錦新及街總副理事長梁慶球均主張政府參與競投面積最大的二洲島。華僑報華僑報
- 一批由澳門泰國商會與多個社團合作，直接入口的泰國稻米抵澳，直接銷售予已登記會員。市民日報[]

## 4月18日
- 香港高等法院同意，港珠澳大橋香港段的環境評估報告不符合法例中的要求，裁定政府敗訴 。明報（页面存档备份，存于）
- 立法會細則性通過《預防及控制吸煙制度》法案。其中賭場在法律生效後的一年內，須設立不大於總博彩區百分之五十的吸煙區，並通過《修改印花稅規章及複評委員會的組成》法案，取消不動產中間移轉印花稅。澳門日報澳門日報
- 衛生局局長李展潤表示，受九澳飛灰事件影響的居民身體檢查報告已完成，但暫時不能公布內容。正報
- 行政長官崔世安率領特區政府代表團前往廣州，參加粵澳合作聯席會議。新聞局（页面存档备份，存于）
- 立法議員陳明金在立法會議程前發言時表示，目前的氹仔卓家村似乎變成了「越南村」，有人長期霸佔村內的土地，私自僭健石屎房屋或木屋，出租或自住，希望政府及早剷除。另外多名議員在議程前發言指，政制發展必須嚴格按照《基本法》辦事，必須有堅實的民意基礎。華僑報華僑報
- 社工局局長容光耀透露，希望在明年年底前全面推行社工自願註冊工作。市民日報[]

## 4月17日
- 新澳門學社成員在永寧經屋「瞓街」，表達不滿政府遲遲未安排公屋輪候戶上樓。正報
- 本澳下午突然狂風暴雨，氹仔北安大馬路近迴旋處有工地鋅鐵圍板和大樹疑被強風吹塌，壓倒兩部途經的士和私家車，無人受傷。澳門日報
- 澳門法學協進會舉辦樓花買賣法律制度論壇。有學者贊成政府及早立法；有立法議員則指政府應以行政手段先作調控。華僑報

## 4月16日
- 工聯調查指，九成八受訪者認為通脹已影響生活，本年只有三成受訪者加薪。澳門日報
- 西北航運開通香港屯門往來澳門渡輪服務，目前每日共八個航班。市民日報[]

## 4月15日
- 政府宣布下學年調升教師的直接津貼和年資奬金，其中學位教師直津調升三百元。澳門日報

## 4月14日
- 行政長官崔世安中午啟程出席博鰲亞洲論壇前表示，特區政府高度關注本澳的物價及地產市場，會盡最大能力保持物價穩定及土地供應的平衡。新聞局（页面存档备份，存于）
- 青洲臨時中途倉舉行火警演習，期間因中途倉人員出現溝通問題延誤報案時間，導致消防較遲才抵達現場。現代澳門日報[]
- 衛生局接獲藥物生產商葛蘭素史克通報，有跡象顯示一批特強必理痛遭人偽冒。新聞局（页面存档备份，存于）
- 政府透露至去年底本澳二萬四千多個已出售的經屋單位中，三成一單位已轉入私人樓市。澳門每日時報
- 國家海洋局公佈首批「可開發利用無居民海島名錄」，其中廣東省佔176個，珠海市佔八個。廣州日報

## 4月13日
- 祐漢第二街水果攤凌晨發生火災，兩人不適送院，十二戶攤販受影響。更有指消防局遲到，消防局指接報後七分鐘後已趕赴現場。現代澳門日報[]現代澳門日報[]
- 根據麥肯錫全球研究院報告顯示，澳門的人均國民生產總值在2025年將名列全球第四。Macau Business
- 工人自救會拜訪經濟財政司司長譚伯源等人，表示五一遊行會和平進行。市民日報[]
- 立法會第一常設委員會繼續討論《房地產中介業務法》法案，重點討論房地產經紀考取資格和佣金。政府認為考取執照不應該只限本澳居民。澳門日報
- 廣東社科院區域與企業競爭力研究中心主任丁力表示，港澳過份「內地化非好事」。華僑報
- 立法議員高天賜提出書面質詢，指近十年本澳經濟發展但政治、社會、文化等制度沒有相應調整，社會一些隱性矛盾和問題逐漸凸顯，需要更深入研究和分析《基本法》。澳門電台（页面存档备份，存于）
- 對於立法會第二常設委員會完成簽署控煙法意見書，議員吳國昌指容許在賭場吸煙不能維護員工免受接觸煙草煙霧的傷害。澳門電台（页面存档备份，存于）

## 4月12日
- 一名男子前一晚疑醉酒失足墮進新口岸水塘，被困逾十二小時至中午始被發現由消防員救回。正報
- 政府決定暫緩日本十二個都縣食品進口申請。新聞局（页面存档备份，存于）
- 澳門監獄不點名批評《蘋果日報》前一日有關尹國駒的報導失實，並指尹的列刑期至明年十二月。東方日報（页面存档备份，存于）
- 六類石油產品加價，是年內第七次。華僑報
- 路氹銀河渡假村地盤6號閘卸貨區內發生工業意外，一名外地僱員被一重型吊車倒後壓至另一貨櫃車尾部喪生。新聞局（页面存档备份，存于）
- 行政長官與兩位訪澳的前總督李安道和文禮治會面。澳門每日時報
- 特區政府就工廈活化政策，舉行了面向本澳工業、房地產、建置等業界的首場說明會。廠商代表認為業權分散的工業大廈難以推行重建。澳門日報
- 科技大學可持續發展研究所公布2011年第一季消費者信心指數，本澳消費者信心總指數為83.57，較上季微跌1.32 %市民日報[]

## 4月11日
- 行政長官批示，公佈新的社會房屋租金計算方式，九成租戶的租金不變或下調；新方案不設租金上限。印務局（页面存档备份，存于）
- 工務局推出工業大廈活化措施，鼓勵工廈全幢拆卸改為住宅樓宇，但至少七成須為細單位。新聞局（页面存档备份，存于）
- 運輸工務司司長劉仕堯列席立法會三常會細則性討論新經屋法會議後公佈，特區政府決定把暫緩拍賣的兩幅土地，撥入公屋土地儲備中，但未披露兩幅土地的具體位置、面積等資料。澳門日報
- 三十名來自武漢的遊客報稱被強迫逗留在珠寶店購物兩小時，經到場警員調解，該批遊客獲得離開繼續行程。華僑報

## 4月10日
- 行政長官崔世安宣佈暫緩拍賣兩幅用於興建小單位的土地。新聞局（页面存档备份，存于）
- 就有未成年人士進入賭場賭博並遭禁錮，經濟財政司司長譚伯源，又強調目前若有博企讓未滿18歲人士進入賭場，有關博企須負上責任。市民日報[]

- 群力智庫中心舉辦論壇，探討如何完善澳門土地資源的批給與管理。有與會者希望新《土地法》盡快出台。華僑報

- 澳門地產發展商會發表「鄭重聲明」，強烈反對立法會第一常設委員會關於放寬非本澳居民在可考取地產經紀執照並執業的倡議。正報

## 4月9日
- 因應近期有報道指內地衛生部門驗出蔬菜樣本中含微量放射性物質碘131，民署已即時聯絡國家質檢總局、廣東省出入口檢驗檢疫局及珠海出入境檢驗檢疫局了解情況。新聞局（页面存档备份，存于）
- 民署管委會副主席李偉農表示，現階段署方具備足夠技術檢測蔬菜是否受到輻射污染。市民日報[]
- 一名越南籍逃犯在路環試圖乘船離澳時被捕。澳門日報
- 約四百名「澳門永久居民未受惠子女家長會」成員自議事亭前地遊行到政府總部遞信，要求約見行政長官。華僑報

## 4月8日
- 美國國務院發表2010年度各國人權報告，指出澳門居民改變政府的能力有限，並提及特區政府以《內部保安綱要法》拒絕香港社會運動人士入境。報告內文（页面存档备份，存于）
- 一名高中學生和一名女售貨員凌晨分別跳樓及燒炭自殺。澳門日報澳門日報
- 身份證明局代表重申，內地居民申請赴澳定居必須符合內地有關申請的規定。新聞局（页面存档备份，存于）
- 消費者委員會自本月起把每月一天的「無膠袋日」增至兩天。新聞局（页面存档备份，存于）
- 五名年齡由17歲至36歲的內地人試圖經排水溝偷渡到澳賭博，被廣東省邊防總隊第五支隊拘捕。廣州日報
- 青洲坊會指青洲河邊馬路青洲山腳長期存放多個不明氣體樽，促請政府盡快立法監管相關氣體公司。正報

## 4月7日
- 行政長官崔世安與參加澳門大學三十周年校慶活動的全國人大副委員長韓啟德會面。新聞局（页面存档备份，存于）
- 衛生局表示，尚未在澳門發現帶有NDM-1基因的耐藥菌。新聞局（页面存档备份，存于）
- 竹灣和黑沙海灘出現紅潮。新聞局（页面存档备份，存于）
- 一名皇朝區居民到政府總部遞信，要求政府停止延長6A2L地盤的土地發展權以及廢止該地盤由商住更改成酒店用途的申請，並建議政府根據法律收回土地。華僑報
- 北區社區服務諮詢委員會昨開會，會後代表引述列席官員表示，政府正研究立法規範骨灰龕場所，初步構思包括禁止在私人樓宇內設置。正報
- 一名廿六歲莊荷在家燒炭自殺身亡。澳門日報
- 澳門新視角學會一項調查顯示，澳門居民對信仰自由、出入境自由、通訊自由等有較高的評價，惟對新聞自由、遊行示威自由、罷工自由的評價較低。市民日報[]
- 司警拘捕一名盜竊慣匪，行動中在其位於黑沙環的住所起獲近二百萬元贓物。現代澳門日報[]
- 一名在2007年被發現倒斃於澳氹大橋橋底孫逸仙博士大馬路上的葡籍青年的家屬及代表律師發出新聞稿，指當局不容許死者家屬律師查閱專案調查卷宗。澳門每日時報

## 4月6日
- 葡澳聯合委員會舉行首次會議。新聞局（页面存档备份，存于）
- 金沙中國總裁愛華德‧卓思說，早前中止與
香格里拉的合作，並不會影響路氹金光大道第五、六期於年底開幕。正報
- 一名獲發單程證來澳定居的內地男子，曾在澳涉及三宗賭場放高利貸案被禁止入境十年，他以禁令剝奪他與家人團聚及定居的基本權利為由提出司法上訴，被終審法院駁回。判決
- 列席立法會土地及公共批給事務跟進委員會的政府代表表示，已經對一百一十三個土地利用未能預期完成的個案進行分析，初步確認四十八個屬可能歸責，並表示今年內會完成。華僑報
- 經濟財政司否決一宗置業移民的續期申請被終審法院駁回。判決
- 立法會第二常設委員會審議《控煙法》最新修訂的工作文本。主席陳澤武在會後稱，委員一致同意賭場要於法例生效後1年，即2013年1月1日前設置吸煙區，而議員吳國昌表明對於政府沒有令賭場最終實現全面禁煙的建議有違立法原則。市民日報[]市民日報[]

## 4月5日
- 電子動態版《清明上河圖》澳門展：
  - 體發局宣佈，在4月9日至4月14日的展覽，每日的11場展覽中，額外每場增加50個名額。澳門電台（页面存档备份，存于）
- 衛生局表示並無收到「陰性愛滋病」病例。新聞局（页面存档备份，存于）
- 多個政府部門曾借用的塔石廣場玻璃屋，去年敲定作為澳門文創產業旗艦店，卻因漏水擾攘多時或要延遲，文化局有意外判本由該局工程部處理的維修工程。澳門日報

## 4月4日
- 行政長官批示，設立「樓宇管理仲裁中心」。印務局（页面存档备份，存于）
- 衛生局澄清2010至2011年度醫療補貼計劃發出之醫療券仍可用至今年8月31日。新聞局（页面存档备份，存于）
- 旅遊局舉報非法旅館網頁啟用。新聞局（页面存档备份，存于）
- 嘉樂庇總督大橋在2007年禁止非公交車輛行駛後，治安警至今年三月底檢控違例進入的車輛超過三百二十宗。新聞局（页面存档备份，存于）
- 立法議員吳國昌提出書面質詢，批評政府經處理的百幅不發展土地，至今竟無一幅地收回興建公共房屋，反而一再容許換地或更改用途。。市民日報[]

## 4月3日
- 民國大馬路附近發生交通意外。一輛旅遊巴撞上大樹。十五名旅客受傷送院。新聞局（页面存档备份，存于）
- 文化局領導人員被廉政公署調查，社會文化司司長張裕強調，任何職級的公職人員違反廉政法規，均須接受廉署調查、法律和紀律制裁。澳門日報

## 4月2日
- 警方於兩日內查獲第二宗大量偷運毒品案件，前一晚在澳門國際機場拘捕一名美國女子，起出市值超過240萬元海洛英，並於當日移送檢察院偵訊。華僑報

## 4月1日
- 政府宣佈一系列民生福利及扶助措施，總值八十億澳門元。又表示。若通貨膨脹超過5%，會再推出措施。新聞局（页面存档备份，存于）
- 天主教慈幼會會祖聖若望·鮑思高的聖髑抵達澳門，一連七天供人敬禮。正報
- 十八名來自台山的內地勞工在名門世家外集會，要求討回欠薪。華僑報
- 立法議員關翠杏撰文反對拍賣土地，認為此舉會推高房價。市民日報[]
- 澳門工程師學會會長梁文耀建議特區政府，就核安全與鄰近地區建立通報機制，掌握更多資訊，提高危機意識。澳門日報